# May Whitty
May Whitty, född 19 juni 1865 i Liverpool i Storbritannien, död 29 maj 1948 i Beverly Hills i Kalifornien, var en brittisk skådespelare. Hon är främst känd för titelrollen i Alfred Hitchcocks En dam försvinner från 1938.
May Whitty var dotter till en tidningsredaktör vid Liverpool Post. Hon började som balettdansös vid sexton år sålder och debuterade på Londonscenerna som sjuttonåring. Redan vid sekelskiftet var hon en mycket respekterad teateraktris på båda sidor Atlanten. År 1919 utnämndes hon till Dame Commander of the British Empire för sina insatser för Storbritannien under första världskriget. 
Förutom att Whitty spelade mycket på scen medverkade hon även i några stumfilmer. Efter en rad framgångar på Broadway bosatte hon sig i Hollywood, där hon i flera karaktärsroller blev en symbol för brittisk värdighet. År 1938 medverkade hon i Hitchcocks En dam försvinner. Hon nominerades för en Oscar för sin roll som skräckslagen gammal dam i När mörkret faller 1937 och återigen för sin roll som Lady Beldon i Mrs. Miniver från 1942.

## Filmografi i urval
- Enoch Arden (1915)
- När mörkret faller (1937)
- Marie Walewska (1937)
- En dam försvinner (1938)
- Illdåd planeras? (1941)
- Mrs. Miniver (1942)
- Till nu och för evigt (1943)
- Lassie på äventyr (1943)
- Madame Curie (1943)
- Den stora stjärnparaden (1943)
- Dovers vita klippor (1944)
- Gasljus (1944)
- Hängivelse (1946)
- Gröna delfinens gata (1947)
- Älskling på vågen (1947)
- Full galopp (1948)